# Ilex asprella
Ilex asprella — вид квіткових рослин з родини падубових.

## Морфологічна характеристика
Це листопадний кущ ≈ 3 метри заввишки. Гілочки тонкі, голі; сочевиці світлого кольору. Прилистки стійкі, дрібні. Ніжка листка 3–8 мм, абаксіально закруглена й гола, адаксіально (верх) бороздчаста. Листова пластина абаксіально зеленувата й гола, адаксіально зелена й запушена, яйцеподібна чи яйцювато-еліптична, (3)4–6(8) × (1.5)2–3.5 см, обидві поверхні голі, основа тупа чи заокруглена, край пилчастий, верхівка хвостато-загострена. Плід чорний, кулястий чи еліпсоїдний, 5–7(8) мм в діаметрі, поздовжньо-смугуватий, борознистий. Квітне у березні; плодить у квітні — жовтні.

## Поширення
Ареал: Філіппіни, Тайвань, пд.-сх. Китай. Населяє рідколісся на схилах, чагарникових ділянках, узбіччях доріг; 400–1000 метрів.

## Використання
Використовується у медицині. Корінь має протизапальну, детоксикаційну, жарознижувальну та слиногінну дію. Відвар застосовують при високій температурі при застуді, ларингіті, гострому тонзиліті і травматичних ушкодженнях. Корінь застосовують зовнішньо для лікування фурункулів і наривів. Листя використовують при лікуванні гонореї та укусу змії.